# Paul Whitehouse

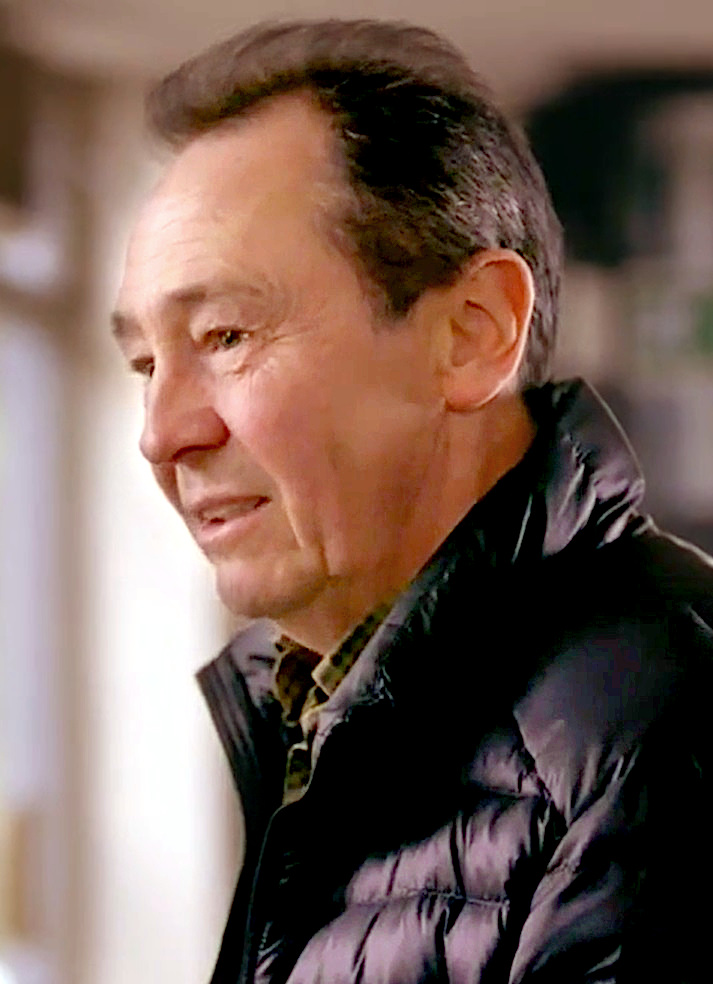
Paul Whitehouse im Jahr 2017

Paul Julian Whitehouse (* 17. Mai 1958 in Stanleytown, Rhondda Cynon Taf, Glamorgan, Wales) ist ein britischer Schauspieler, Schriftsteller und Komiker.
Er ist einer der Erfinder der BBC-Comedyserie The Fast Show und spielte an der Seite von Harry Enfield in der Harry & Paul-Show sowie in Harry Enfield’s Television Programme. Der viermalige BAFTA-Gewinner zählt laut einer Umfrage unter Kollegen und Branchenkennern aus dem Jahr 2005 zu den fünfzig beliebtesten Komödianten des Vereinigten Königreichs.

## Leben
Sein Vater Harry Whitehouse arbeitete für das National Coal Board (NCB) und seine Mutter Anita als Krankenschwester und später als Sängerin an der Welsh National Opera. Im Alter von vier Jahren zog die Familie aus dem ehemaligen Bergbaurevier Rhondda Valley in Südwales nach Enfield im Norden Londons, wo er später die Chace Community School besuchte und sein Talent für die Imitation entdeckte:

„An der Schule sagte ich in den ersten vier Wochen kein Wort – ich nannte es meinen ‚Stillen Monat‘. Ich denke der Grund war, dass alle so anders sprachen, als es vorher in Wales der Fall war. Dann, nach vier Wochen, kam ich eines Tages nachhause und sagte in vollem Mockney: ‚Muumm, I wanna go to Sarfend!‘ (Mama, ich möchte nach Southend gehen!) Für sie war das das Ende, weil ich meinen geliebten walisischen Dialekt verloren hatte. So wurde ich mir der Sprache bewusst und welche Effekte sie haben kann. …“

Aus der im Jahr 2000 geschiedenen Ehe mit seiner Ex-Frau Fiona stammen die Töchter Molly, Sophie und Lauren. Ein weiteres Kind stammt aus einer Beziehung mit der Kostümdesignerin Natalie Rogers im Jahr 1999. Seit 2004 lebt er mit der 22 Jahre jüngeren türkischstämmigen Neurowissenschaftlerin und Autorin Mine Conkbayir zusammen, mit der er die gemeinsame Tochter Delilah hat.

## Karriere
Whitehouse Vorbilder waren die britischen Komiker Les Dennis, Dustin Gee und The Goodies. Auch von Tommy Cooper, Morecambe and Wise und der britischen Sitcom Dad’s Army wurde er beeinflusst.
Im Herbst 1976 schrieb sich Whitehouse an der University of East Anglia (UEA) in Norwich ein und befreundete sich mit Charlie Higson. Anstatt zu studieren, verbrachten die beiden einen großen Teil der Zeit damit, Sitar zu spielen und gründeten mit ihren Freunden Duncan Beamont, Kevin Buckland und David Cummings die Jazz-Fusion-Band Right Hand Lovers. Aufgrund nicht erbrachter Leistungen wurde sein Stipendium allerdings nach dem ersten Studienjahr nicht verlängert. Er zog nach Hackney im Osten Londons, wo er eine leer stehende Wohnung besetzte und unter anderem als Stuckateur arbeitete.
Nachdem Higson sein Studium 1980 beendet hatte, zog er bei Whitehouse ein; während er tagsüber als Raumausstatter sein Geld verdiente, trat er abends und an den Wochenenden mit seiner neuen Folk-Punk-Gruppe The Higsons auf. Als beide als Handwerker an einem Haus arbeiteten, dass sich zu dieser Zeit die Komiker Stephen Fry und Hugh Laurie teilten, wurden sie von ihnen inspiriert und begannen selbst Comedy zu schreiben.
In einem Pub in der Nachbarschaft lernten sie Harry Enfield kennen, der dort eine Bühnenshow hatte und befreundeten sich mit ihm; als dieser später Teil des Ensembles von Saturday Live auf Channel 4 wurde, verschaffte er ihnen Stellen als Autoren. Whitehouse erfand Enfields Figuren Stavros (einen griechischen Imbissstand-Besitzer aus London) und Loadsamoney (einen archetypischen Jungen aus dem Essex der 1980er Jahre zur Zeit des Thatcherismus); später wurde er zu Enfields Sidekick Lance bei Saturday Live. Whitehouse zufolge „würde er nicht das tun, was er heute tut, wenn er nicht Harry Enfield kennengelernt hätte“.
Es folgten Auftritte in Shows wie Vic Reeves' Big Night Out sowie in weiteren Formaten der BBC. So spielte er einen Mann mit „dem klinischen Verlangen, seinen Po gestreichelt zu bekommen“ in A Bit of Fry & Laurie, hatte eine Rolle in Paul Merton: The Series und entwickelte zahlreiche Charaktere von Harry Enfield’s Television Programme, beispielsweise die des DJ Mike Smash des fiktiven Duos Smashie and Nicey, an der Seite von Harry Enfield in der Rolle des Dave Nice.
Als sich Higson und Whitehouse ein Vorschau-Video mit Höhepunkten aus Enfields Programm anschauten, entwickelten sie die Idee für das schnelle Sketch-Format The Fast Show, das in den Vereinigten Staaten unter dem Titel Brilliant auf BBC America ausgestrahlt wurde. Zu den Figuren von Whitehouse zählten unter anderem Rowley Birkin QC, The 13th Duke of Wymbourne, Archie („hardest game in the world“), Chris Jackson, Unlucky Alf, Arthur Atkinson, Brilliant Kid, Ron Manager, Ken (einer der „Suit You“-Schneider), Lindsey (einer der „Rubbish Offroaders“), Ted sowie Poutremos Poutra-Poutremos, Moderator des fiktiven ausländischen Fernsehsenders „Chanel 9“. Johnny Depp, bekennender Fan von The Fast Show, beschrieb Whitehouse in einem Interview als „den größten Schauspieler aller Zeiten“ und verwendete Zitate von Whitehouse’ Figuren in seiner Rolle als Pirat Captain Jack Sparrow im Film Fluch der Karibik. In der letzten Folge von The Fast Show hatte Depp einen Cameo-Auftritt.
Zusammen mit David Cummings entwickelte er die zwölf Folgen umfassende Sitcom Happiness für BBC Two, in der er einen Synchronsprecher in der Midlife-Crisis spielte. Die erste Staffel wurde 2001 ausgestrahlt und die zweite im Jahr 2003.
2005 schrieb und produzierte Whitehouse die Comedy-Serie Help für die BBC; in der Serie spielte er 25 Patienten eines von Chris Langham dargestellten Therapeuten. Während des Prozesses gegen Langham wegen Besitzes von kinderpornografischen Materials, musste Whitehouse am 24. Juli 2007 als Zeuge vor dem Maidstone Crown Court aussagen, da Langham behauptet hatte, die Bilder und Videos nur erworben zu haben, um sich auf eine Figur für die damals geplante zweite Staffel der Serie vorzubereiten. Das schwedische Fernsehen strahlte unter dem Namen Hjälp! zwischen 2007 und 2009 eine eigene Version des Formats aus, mit Stina Ekblad in der Rolle der Psychologin.
Zwischen 2006 und 2013 produzierten Charlie Higson und Whitehouse das Comedy-Radioformat Down the Line auf BBC Radio 4, das 2007 mit dem renommierten britischen Radio Academy Award (heute: Audio and Radio Industry Awards) ausgezeichnet wurde.
In der BBC-Sketch-Serie Harry & Paul (auch: Ruddy Hell! It's Harry and Paul), die von 2007 bis 2012 zuerst auf BBC One und später auf BBC Two ausgestrahlt wurde, spielte er erneut an der Seite von Harry Enfield, nachdem sie bereits in den 1990er Jahren mit Harry Enfield’s Television Programme erfolgreich waren.
2009 wirkte Whitehouse neben Eddie Large und Russ Abbot in Folge 4 der Serie Horne & Corden von Mathew Horne und James Corden mit, die am 31. März des Jahres erstmals ausgestrahlt wurde. Am 21. Januar 2010 wurde die erste Folge der Comedy-Serie Bellamy's People (auch: Bellamy's Kingdom) auf BBC Two ausgestrahlt, die auf dem Radioformat Down the Line basiert und in der Whitehouse erneut an der Seite von Charlie Higson spielte.
Im Jahr 2011 wirkte er unter der Regie von MJ Delaney, neben anderen walisischen Prominenten, in der Musikvideo-Parodie Newport (Ymerodraeth State of Mind) zugunsten von Comic Relief mit; es persifliert das Lied Empire State of Mind der Musiker Jay-Z und Alicia Keys, indem Orte und Texte mit walisischen Entsprechungen ersetzt wurden. Im selben Jahr kam es zu einer Neuauflage von The Fast Show als Online-Serie im Auftrag der Biermarke Fosters, mit insgesamt sechs wöchentlich ausgestrahlten Folgen ab dem 10. November 2011.
In dem im Februar 2014 ausgestrahlten Radioformat Nurse, das von Whitehouse und Musiker und Drehbuchautor David Cummings geschrieben wurde, spielte Esther Coles die Titelrolle und Whitehouse sprach verschiedene seiner Charaktere. Zugunsten der Hodenkrebs-Früherkennung kehrten Harry Enfield und Whitehouse im Oktober 2014 mit ihren Figuren Frank und George für einen Sketch in dem Benefiz-Format The Feeling Nuts Comedy Night von Channel 4 auf den Bildschirm zurück.
Am 10. März 2015 hatte die Sitcom Nurse ihr Debüt auf BBC Two, die auf dem gleichnamigen Radioformat aus dem Vorjahr basierte. An der Seite von Enfield feierte Whitehouse im August 2015 sein 25-jähriges Bühnenjubiläum, das mit der Sendung An Evening With Harry Enfield and Paul Whitehouse auf BBC Two gewürdigt wurde.
Im Juni und Juli 2018 erschien Whitehouse an der Seite seines langjährigen Kollegen und Comedy-Partners Bob Mortimer in der sechsteiligen Reihe Mortimer and Whitehouse: Gone Fishing auf BBC Two. Die beiden Freunde, die beide an Herzproblemen leiden, teilen in der Serie ihre Gedanken und Erfahrungen, während sie an verschiedenen Orten innerhalb des Vereinigten Königreichs fischen. Über das Künstlerduo Reeves and Mortimer sagte Whitehouse 2001, sie seien „die mit Abstand besten Komödianten, die wir in unserem Land für lange Zeit hatten.“
Zusammen mit dem Sohn des 2011 verstorbenen und mehrfach ausgezeichneten Drehbuchautors John Sullivan, Jim, schrieb er eine Musical-Adaption von Only Fools and Horses, die am 9. Februar 2019 am Theatre Royal Haymarket in London vorgestellt wurde. Whitehouse selbst spielt darin die Rolle des Großvaters.

## Nominierungen
Writers’ Guild of Great Britain Award
- 1995: Writers’ Guild of Great Britain Award in der Kategorie TV – Light Entertainment zusammen mit Harry Enfield, Simon Greenall, Ian Hislop, Geoffrey Perkins, Nick Newman, Harry Thompson und Kay Stonham (Harry Enfield and Chums)
- 1997: Writers’ Guild of Great Britain Award in der Kategorie TV – Light Entertainment zusammen mit Harry Enfield, Dave Cummings, Ian Hislop, Gary Howe, Graham Linehan, Arthur Mathews, Nick Newman, Geoffrey Perkins und Richard Preddy (Harry Enfield and Chums)

British Comedy Award
- 1996: British Comedy Award in der Kategorie Top Male Comedy Performer (The Fast Show)
- 1999: Nominierung in der Kategorie Best TV Comedy Actor (Ted & Ralph)
- 2009: British Comedy Award in der Kategorie Best Sketch Show zusammen mit Harry Enfield (Harry & Paul)
- 2010: Nominierung in der Kategorie Best Sketch Show zusammen mit Harry Enfield (Harry & Paul)

British Academy Television Award
- 1997: Nominierung in der Kategorie Best Light Entertainment (Programme or Series) zusammen mit Charlie Higson, Sid Roberson und Mark Mylod (The Fast Show)
- 1998: BAFTA TV Award in der Kategorie Best Light Entertainment (Programme or Series) zusammen mit Charlie Higson und Mark Mylod (The Fast Show)
- 1998: BAFTA TV Award in der Kategorie Best Light Entertainment Performance (The Fast Show)
- 2002: Nominierung für den Situation Comedy Award zusammen mit David Cummings, Declan Lowney und Rosemary McGowan (Happiness)
- 2006: BAFTA TV Award in der Kategorie Best Comedy Programme or Series zusammen mit Jane Berthoud, Chris Langham und Declan Lowney (Help)
- 2011: BAFTA TV Award in der Kategorie Best Comedy Program zusammen mit Harry Enfield, Sandy Johnson und Izzy Mant (Harry & Paul)

Banff World Media Festival Award
- 2008: Nominierung in der Kategorie Best Comedy Program zusammen mit Harry Enfield (Harry & Paul)

## Filmografie

### Film
- 2000: Kevin und Perry tun es (Kevin & Perry Go Large)
- 2004: Harry Potter und der Gefangene von Askaban (Gelöschte Szenen)
- 2004: Wenn Träume fliegen lernen (Finding Neverland)
- 2005: Corpse Bride – Hochzeit mit einer Leiche (Sprechrolle)
- 2010: Alice im Wunderland (Sprechrolle)
- 2010: Burke & Hare
- 2015: Mortdecai – Der Teilzeitgauner
- 2016: Alice im Wunderland: Hinter den Spiegeln (Sprechrolle)
- 2017: The Death of Stalin
- 2017: Ghost Stories
- 2018: Ein letzter Job (King of Thieves)
- 2019: The Personal History of David Copperfield

### Fernsehen
- 1990: A Bit of Fry & Laurie
- 1990: Vic Reeves Big Night Out
- 1990–1992: Harry Enfield’s Television Programme
- 1991: Comic Relief (Fernsehfilm)
- 1991: Paul Merton: The Series
- 1992: Bunch of Five
- 1993–1995: The Smell of Reeves and Mortimer
- 1994: Smashie and Nicey, the End of an Era (Fernsehfilm)
- 1994–1997: Harry Enfield and Chums
- 1994–2000: The Fast Show
- 1998: Ted & Ralph (Fernsehfilm)
- 1999: You Ain't Seen All These, Right? (Fernsehfilm)
- 1999: David Copperfield (Fernsehfilm)
- 1999: Hooves of Fire (Sprechrolle)
- 2000: Randall & Hopkirk
- 2001: Jumpers for Goalposts
- 2001: Comic Relief: Say Pants to Poverty (Fernsehfilm)
- 2001: We Know Where You Live (Fernsehfilm)
- 2001–2002: Fun at the Funeral Parlour
- 2001–2003: Happiness
- 2002: I Love the 100 Best Top Ten Lists of the Fast Show Ever!
- 2002: Legend of the Lost Tribe (Sprechrolle)
- 2004: The Ultimate Pop Star (Fernsehfilm)
- 2004: Swiss Toni
- 2005: Help
- 2005: The Catherine Tate Show
- 2007: Close Encounters of the Herd Kind (Sprechrolle)
- 2007–2012: Harry and Paul
- 2009: Red Nose Day 2009 (Dragons’ Den-Einspieler)
- 2009: Horne & Corden
- 2010: Bellamy's People
- 2014–2016: Brian Pern: The Life of Rock with Brian Pern (Fernsehserie)
- 2015: Nurse
- 2018: Mortimer and Whitehouse: Gone Fishing
- 2019: The Tiger Who Came to Tea (Fernsehfilm)